# Fałszywy Waldemar
Fałszywy Waldemar (zm. 1356 w Dessau/Anhalt) – hochsztapler, podający się za nieżyjącego margrabiego brandenburskiego Waldemara Wielkiego, w latach 1348–1350 uznany za niego przez króla Karola IV. Jego prawdziwa tożsamość do dziś pozostaje nieznana, jednak prawdopodobnie nazywał się Jakob Rehbock, pochodził ze zubożałej wsi Pieske i był uczniem młynarza.

## Pojawienie się pseudo-Waldemara
Jesienią 1347 r., podczas pobytu Ludwika Starszego w Tyrolu, pojawił się w Marchii pielgrzym opowiadający, że margrabia Waldemar żyje, powołując się na bliską z nim znajomość zawartą rzekomo w Ziemi Świętej. Wiosną 1348 r. ów pielgrzym pojawił się na dworze arcybiskupa magdeburskiego Ottona z Hesji i poprosił o przyjęcie. Po odmowie, poprosił z kolei o podanie mu kielicha z winem, po którego wypiciu na dno wrzucił pierścień, polecając go zanieść arcybiskupowi. Ten rozpoznał w nim pierścień margrabiego Waldemara i kazał wprowadzić nieznajomego, który w rozmowie przedstawił się już jako sam Waldemar. Atutem było również fizyczne podobieństwo postaci do zmarłego margrabiego. Opowiedział on, że po swojej rzekomej śmierci w 1319 r. polecił pochować sobowtóra, sam zaś udał się do Ziemi Świętej aby odbyć pokutę za grzechy, w szczególności popełnione skutkiem małżeństwa z Agnieszką, swoją bliską kuzynką. Na powrót zdecydował się po otrzymaniu wieści, że jego dziedzictwo przeszło w ręce wrogów, a nie prawych dziedziców, tj. księcia Rudolfa saskiego i książąt anhalckich, którym postanowił pomóc w odzyskaniu sukcesji.
Samozwaniec znalazł posłuch u arcybiskupa magdeburskiego, który nawet zachęcił go do osobistego objęcia władzy. Za obietnicę znacznych ustępstw terytorialnych ze strony Brandenburgii przyrzekł mu swoje poparcie. Z dworu magdeburskiego pseudo-Waldemar wydał odezwę do stanów brandenburskich, w wyniku której prawie cała Marchia na zachód od Odry, a szczególnie duchowieństwo, odmówiła posłuszeństwa Wittelsbachom, nie cieszącym się zresztą popularnością. Wśród jego popleczników znalazł się również biskup lubuski oraz król Karol IV, książęta Meklemburgii, Rudolf saski i Barnim III szczeciński.

## Wojna domowa
W pierwszej chwili zamieszanie ogarnęło również Nową Marchię. Zasięg rebelii nie jest dokładnie znany, wiadomo na pewno, że Chojna, Myślibórz, Trzcińsko i Lipiany na kilka miesięcy zawiązały konfederację w obronie praw Samozwańca, jednak z początkiem 1349 r. wróciły one pod władzę Wittelsbachów. Większość rycerstwa nowomarchijskiego, zakon joannitów w ziemi torzymskiej, a przede wszystkim Frankfurt nad Odrą, dochowały wierności dotychczasowym władcom. Nowa Marchia zresztą stała się bazą Bawarczyków do odzyskania w ogóle Brandenburgii. Jeszcze we wrześniu 1348 r. król Karol IV wyprawił się do Marchii, czyniąc nadania dla sprzymierzeńców rzekomego Waldemara i szafując wyrokami banicji dla jego przeciwników.
Połączone siły Karola IV i pseudo-Waldemara doznały jednak porażki w walce z Ludwikiem pod Frankfurtem. Karol IV wycofał się do Czech. Tymczasem wytworzyła się koalicja z książętami pomorskimi obu linii, którzy skupili się przy sojuszniku Wittelsbachów, królu duńskim Waldemarze IV. W kolejnej bitwie pod Oderbergiem Ludwik Rzymski poniósł klęskę w starciu z wojskami Albrechta meklemburskiego. Mimo to Bawarczycy zyskali wkrótce przewagę i przeszli do ofensywy, również na terenie Marchii Środkowej.
Wobec takiej sytuacji Karol IV okazał skłonność do kompromisu z Wittelsbachami, czego wyrazem był zjazd książąt w Budziszynie w lutym 1350, na którym rzekomy Waldemar został uznany oficjalnie za oszusta. Rozjemcą pomiędzy Karolem IV a Bawarczykami obrano księcia Palatynatu Ruprechta Wittelsbacha, teścia Karola IV. Karol IV, uznany przez Wittelsbachów królem rzymskim, nadał im również w lenno Marchię Brandenburską, zaś Ludwik zrezygnował z części swoich ziem łużyckich. Ludwik Starszy w 1351 r. zrzekł się Marchii Brandenburskiej na rzecz swoich młodszych braci, Ludwika Rzymskiego i Ottona V, sam zaś wycofał się do Bawarii i Tyrolu.
Konsekwentna i kompromisowa polityka Ludwika Rzymskiego doprowadziła w 1358 r. do zupełnej likwidacji sprawy Samozwańca, czego ostatecznym wyrazem było zawarcie pokoju z książętami anhalckimi, najwytrwalszymi sprzymierzeńcami pseudo-Waldemara. Samozwaniec zamieszkał na dworze książąt anhalckich, gdzie zmarł w 1356 śmiercią naturalną.

## Skutki dla Wittelsbachów
Za swoje zwycięstwo Wittlesbachowie zapłacili wysoką cenę, oprócz utraty części ziem na korzyść swoich sprzymierzeńców, książąt pomorskich (głównie Marchia Wkrzańska). Wierność i poparcie ze strony stanów brandenburskich, szczególnie rycerstwa i miast Nowej Marchii, nagradzali licznymi nadaniami, tak, że władza margrabiego stała się właściwie iluzoryczna.
Z miast szczególnie zyskały Chojna, Myślibórz, Gorzów i Choszczno. Z rodów rycerskich na pierwsze miejsce wysunęli się panowie von Wedel, von Walde, von der Ost oraz osobna gałąź Wedlów – von Wedel-Uchtenhagen. Szczytem uzależnienia margrabiego było utworzenie w 1354 r. stałej instytucji doradców, bez zgody których nie mógł on podjąć żadnej ważniejszej decyzji, zwłaszcza w sprawach finansowych i majątkowych. W skład tej rady weszli: Henning v. Wedel, Betekin v. der Ost, Hennig v. Uchtenchagen, Otto Mörner oraz czterech rajców reprezentujących miasta Choszczno, Chojnę, Gorzów i Strzelce Krajeńskie. Za cenę tego uzależnienia rycerstwo i miasta wzięły na siebie obowiązek wykupu rozmaitych zastawów i spłaty długów panującego.